# Alcurus
Alcurus — рід горобцеподібних птахів родини бюльбюлевих (Pycnonotidae). Представники цього роду мешкають в Гімалаях і Південно-Східній Азії.

## Таксономія
Молекулярно-філогенетичне дослідження родини бюльбюлевих, опубліковане в 2017 році, показало, що рід Бюльбюль (Pycnonotus) був поліфілітичним. За результатами дослідження у 2020 році низку видів, яких раніше відносили до роду Pycnonotus було переведено до відновлених родів Microtarsus, Euptilotus, Poliolophus, Ixodia, Rubigula, Brachypodius і Alcurus.

## Види
Виділяють два види:
- Бюльбюль строкатий (Alcurus striatus)
- Бюльбюль золотогузий (Alcurus tympanistrigus)

## Етимологія
Наукова назва роду Alcurus походить від сполучення слів дав.-гр. αλκη — сила, міць і ουρα — хвіст.